# O Céu de Suely
O céu de Suely é um filme teuto-brasileiro-francês de 2006, produzido pela VideoFilmes, do gênero drama, dirigido por Karim Aïnouz. Em novembro de 2015 o filme entrou na lista feita pela Associação Brasileira de Críticos de Cinema (Abraccine) dos 100 melhores filmes brasileiros de todos os tempos. O filme também recebeu 19 prêmios nacionais e internacionais.

## Sinopse
Hermila (Hermila Guedes), tem 21 anos, nasceu e foi criada na pequena cidade de Iguatu, Ceará, na Região Nordeste do Brasil. Grávida, tenta a vida em São Paulo com o namorado. Meses depois, não conseguindo emprego, porém, volta à cidade natal. Aguarda por um mês o retorno do namorado, pai da criança, que some, sem deixar pistas. Ao perceber que foi abandonada, resolve mais uma vez fugir daquele lugar, mas desta vez, para o Rio Grande do Sul, onde talvez existam condições melhores. Sem dinheiro para a viagem, ela adota o pseudônimo de Suely, e resolve rifar o próprio corpo entre os homens da cidade. O vencedor terá o que ela define "Uma Noite no Paraíso". Sua atitude gera muita polêmica entre o povo local, e principalmente entre sua família. Enquanto o prêmio da rifa não sai, ela ainda tem que terminar uma questão mal-resolvida com um ex-namorado de adolescência.

## Elenco
- Hermila Guedes como Hermila / Suely
- João Miguel como João
- Maria Menezes como Maria
- Zezita de Matos como Zezita
- Georgina Castro como Georgina
- Cláudio Jaborandy como Claudio
- Marcélia Cartaxo como Marcélia
- Flávio Bauraqui como Flávio
- Rafael Felipe de Carvalho como Mateus
- Rodrigo Riszla como ganhador da rifa

## Produção
Inicialmente o título do filme seria Rifa-me. O título definitivo veio primeiro em sua tradução para o inglês, Suely in the Sky, inspirado pela música "Lucy in the Sky with Diamonds". Foi feita então a tradução para se chegar a O Céu de Suely.
Ainda antes de iniciar o roteiro, Karim Aïnouz e Armando Praça entrevistaram 20 meninos e meninas, perguntando a eles o que era ser jovem no contexto atual e que desejos e sonhos tinham. Este material serviu de base para o desenvolvimento do roteiro.
Todos os atores do elenco passaram por testes, com exceção de João Miguel, Flávio Bauraqui e Marcélia Cartaxo, que foram convidados para seus papeis. Durante as filmagens as atrizes Hermila Guedes, Maria Menezes e Zezita de Matos viveram na mesma casa do filme com as roupas das personagens, como forma de incentivar a interação entre elas. Hermila Guedes foi escolhida pelo diretor Karim Aïnouz que a viu no filme Cinema, Aspirinas e Urubus e a chamou para fazer o teste. Inicialmente Hermila Guedes faria Georgina e Georgina Castro faria Hermila, quando o diretor optou por inverter os papeis das atrizes.
As filmagens começaram em agosto de 2005, com duração de 7 semanas. Durante este período todo o elenco permaneceu em Iguatu.

## Lançamento
Foi lançado em 17 de novembro de 2006. Exibido na mostra Première Brasil, no Festival do Rio 2006. Também participou da mostra Horizontes do Festival de Veneza.

## Trilha sonora
Produção musical: Berna Ceppas e Kamal Kassin
- 01 -"Tudo que eu tenho"

Autor da canção: Rossini Pinto
Intérprete: Diana
- 02 -"Blá Blá Blá"

Autor da canção: Solange Almeida
Intérprete: Aviões do Forró
- 03 -"Coração"

Autor da canção: Dorgival Dantas
Intérprete: Aviões do Forró
- 04 -"Somebody told me"

Autor da canção: Lawrence
Intérprete: Lawrence
- 05 -"Eu não vou mais Chorar"

Autor da canção: Dorgival Dantas
Intérprete: Aves de Rapina
- 06 -"Tontos e loucos"

Autor da canção: Kelvis Duran
Intérprete: Aves de Rapina
- 07 -"Gemendo"

Autor da canção: Gabriela Amaral dos Santos
Intérprete: Gaby Amarantos
- 08 -"Muito Mais"

Autor da canção: Gabriel Tomas
Intérprete: Autoramas
- 09 -"Suely, o amor é lindo"

Autor da canção: Lucas Duque Barroso
Intérprete: Daniel Lopes
- 09 -"Dois"

Autor da canção: Michael Sullivan e Paulo Ricardo
Intérprete: Lairton e seus Teclados

## Premiações
Festival do Rio 2006
- Venceu nas categorias de melhor longa de ficção, melhor direção e melhor atriz (Hermila Guedes).[11]

Festival de Havana 2006
- Prêmio Coral de melhor longa-metragem de ficção.[2]

Troféu APCA 2006
- Venceu nas categorias de melhor filme, melhor diretor (Karin Aïnouz) e melhor atriz (Hermila Guedes).[16]

Festival Internacional de Cinema de Punta del Este 2007
- Venceu na categoria de melhor filme.[5][6]

Grande Prêmio do Cinema Brasileiro 2008
- Venceu na categoria de melhor atriz (Hermila Guedes).[17]
- Indicado na categoria de melhor atriz coadjuvante (Marcélia Cartaxo).[18]
- Indicado na categoria de melhor ator coadjuvante (João Miguel).[18]
- Indicado na categoria de melhor diretor (Karin Aïnouz).[17]
- Indicado na categoria de melhor longa-metragem de ficção.[17]
- Indicado na categoria de melhor direção de arte.[18]
- Indicado na categoria de melhor direção de fotografia.[18]
- Indicado na categoria de melhor som.[18]
- Indicado na categoria de melhor trilha sonora.[18]
- Indicado na categoria de melhor figurino.[18]
- Indicado na categoria de melhor maquiagem.[18]
- Indicado na categoria de melhor montagem de ficção.[18]